# Nike-Feuerstellung Albach
Die Nike-Feuerstellung Albach war eine nuklear bestückte Flugabwehr-Raketenstellung des Typs Nike Hercules [ˈnaɪki ˈhərkjuli:s] östlich und westlich der Dörfer Albach und Steinbach der Gemeinde Fernwald, etwa 10 km südöstlich von Gießen. Die 1. und anfangs auch die 4. Batterie des Flugabwehrraketenbataillons 23 (FlaRakBtl 23) der Luftwaffe der Bundeswehr waren dort von 1964 bis 1987 stationiert (4. Batterie nur bis September 1966). Im Rahmen der nuklearen Teilhabe der NATO wären im Ernstfall taktische US-Atomsprengköpfe auf die Raketen montiert worden, um damit hochfliegende sowjetische Bomber zu zerstören, die ihrerseits mit Atombomben beladen gewesen wären. Sie war eine von 70 Stellungen des sogenannten Nike-Gürtels, der sich von der Nordsee bis zu den Alpen erstreckte.

## Bereiche
Diese Stellung bestand über die Jahre hinweg gesehen aus fünf einzelnen Bereichen:
- Zwei getrennte Feuerleitbereiche für die 1. und die 4. Batterie westlich von Fernwald-Steinbach. Diese besaßen jeweils bis zu fünf Radargeräte für (Fern-)Überwachung, Zielerfassung, Zielverfolgung und Flugkörperverfolgung, konnten aber wegen ihrer exponierten Lage nur ungenügend geschützt werden. Um sich gegen angreifende Tiefflieger verteidigen zu können, wurde der verbliebene Feuerleitbereich der 1. Batterie ab 1974 mit mehreren 20 mm Zwillingsgeschützen nachgerüstet.
- Der Abschussbereich nordöstlich von Fernwald-Albach mit drei Abschussplätzen mit jeweils drei Startrampen und neun Nike-Raketen der 1. Batterie samt dazugehörigen Bunkern. Diese waren tief im Gelände eingegraben und durch Erdwälle geschützt. Die Raketen wurden auf Abschussschienen, dem sogenannten „Monorail“ (siehe Bilder), bereitgehalten. Auf Wachttürmen konnte der gesamte Bereich und die Umgebung im Auge behalten werden.
- Ein abseits im Wald (in der Gemarkung Lich) gelegenes und gut gesichertes US-Depot zur Lagerung von zehn Atomsprengköpfen für die Nike-Feuerstellung bei Fernwald-Albach.
- Die Limes-Kaserne außerhalb (westlich) der Stadt Lich zur Unterbringung der deutschen und amerikanischen Soldaten.

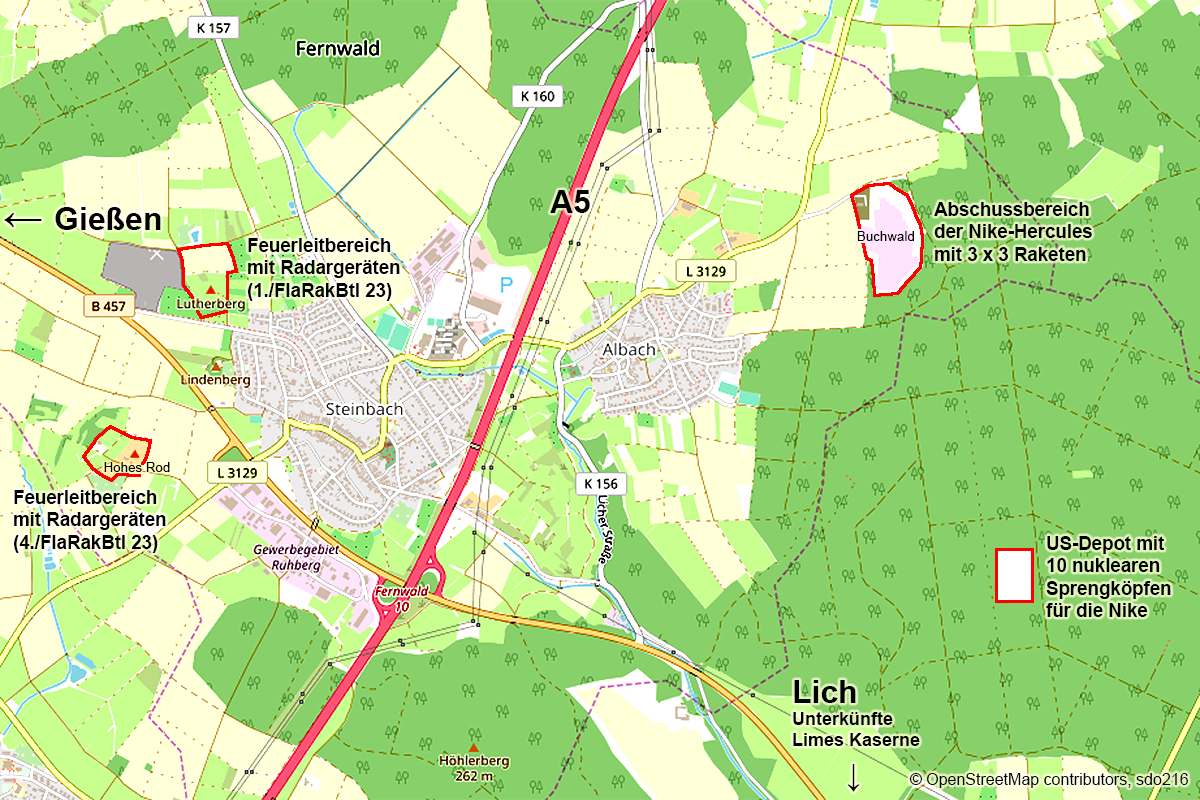
Vier von fünf Bereichen der Nike-Feuerstellung Albach in den Gemeinden Fernwald und Lich bei Gießen
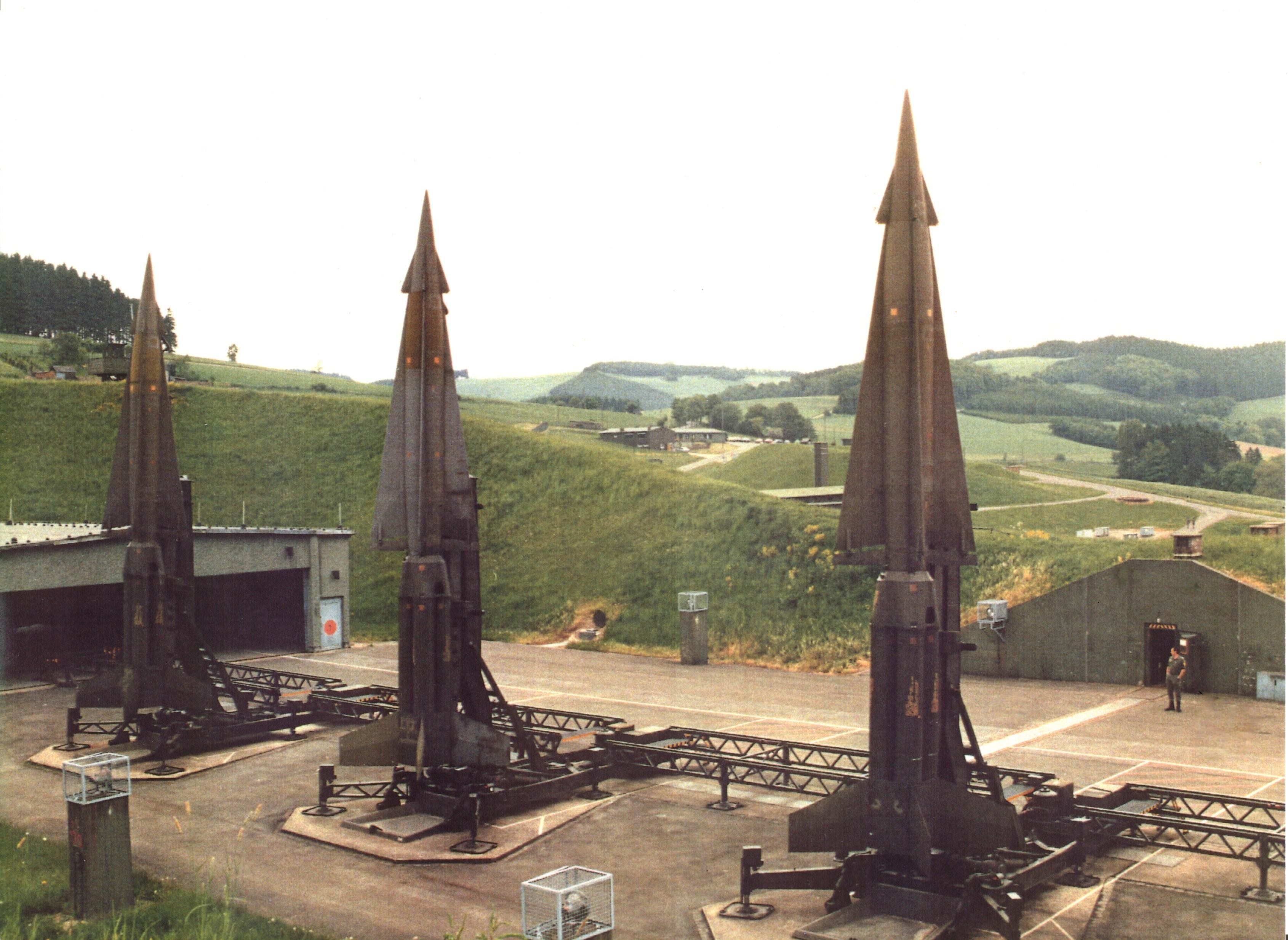
Drei aufgerichtete Nike-Hercules-Raketen der 1./FlaRakBtl 22, 1980, Nike-Feuerstellung Oedingen (vergleichbar mit Albach)
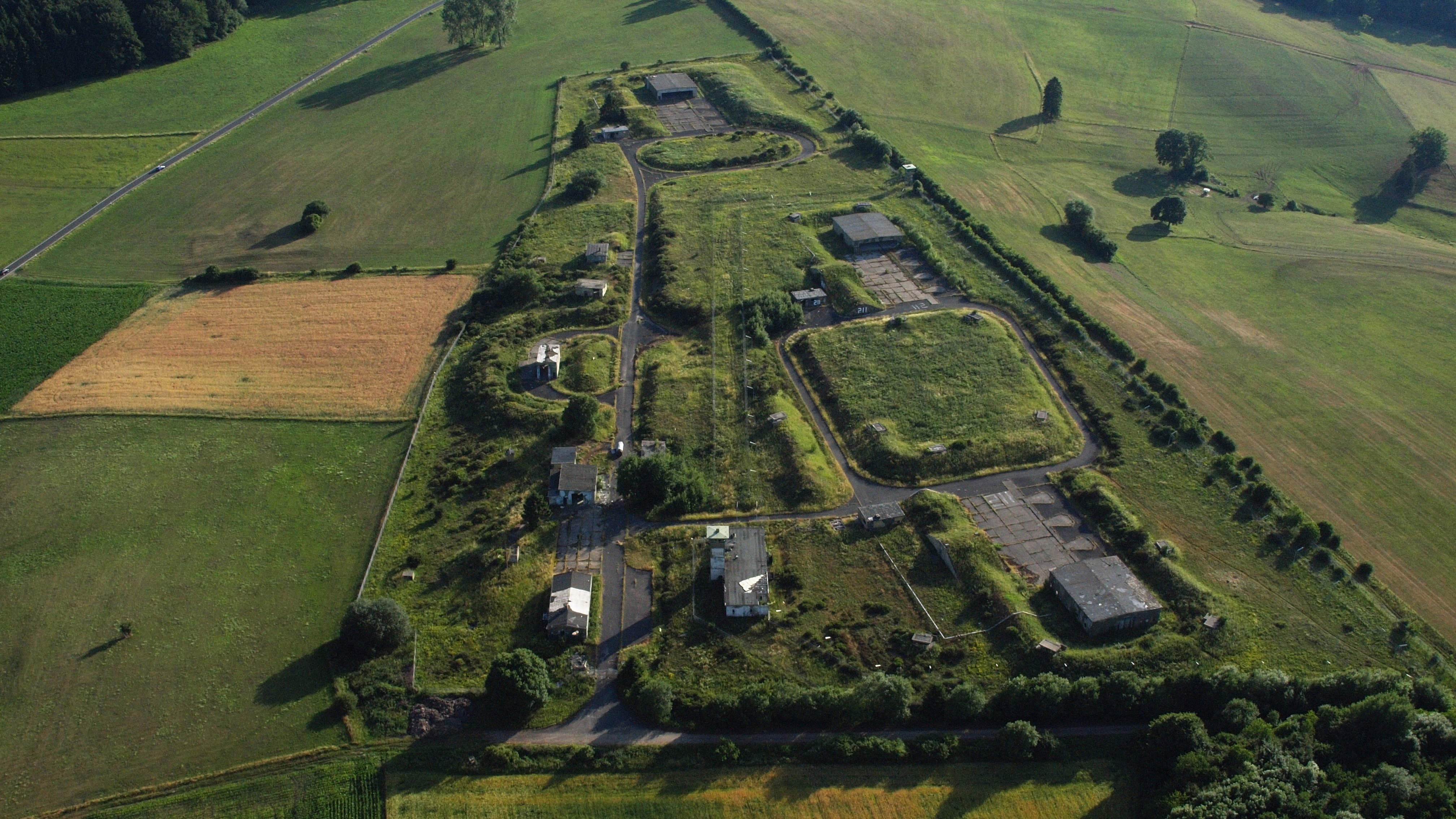
Gute Luftaufnahme der Nike-Feuerstellung Mülheim/Eifel mit ihren 3 x 3 Abschussplätzen (vergleichbar mit Albach)
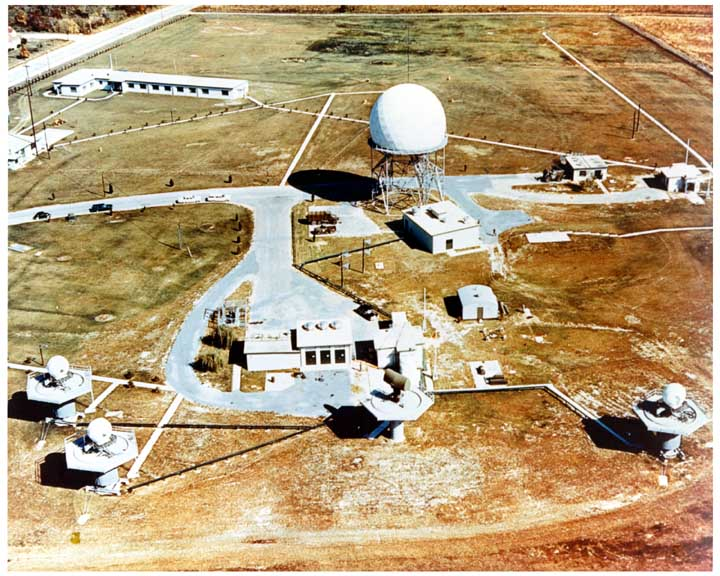
Feuerleitbereich einer Nike-Hercules-Stellung mit fünf Radargeräten, Ort unbekannt (aber vergleichbar mit Albach)
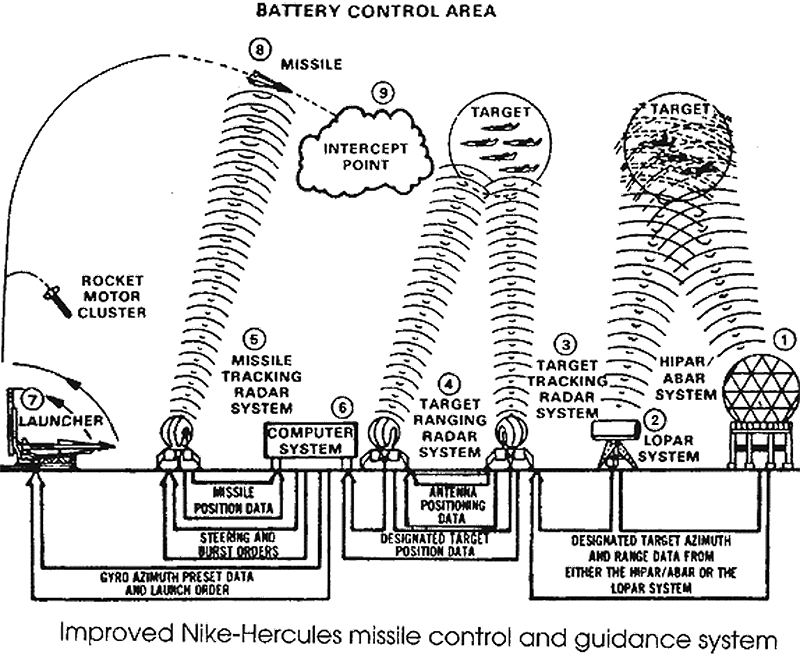
Arbeitsweise und US-Bezeichnungen der fünf Radargeräte (1 – 5) und des sie steuernden Computersystems (6)
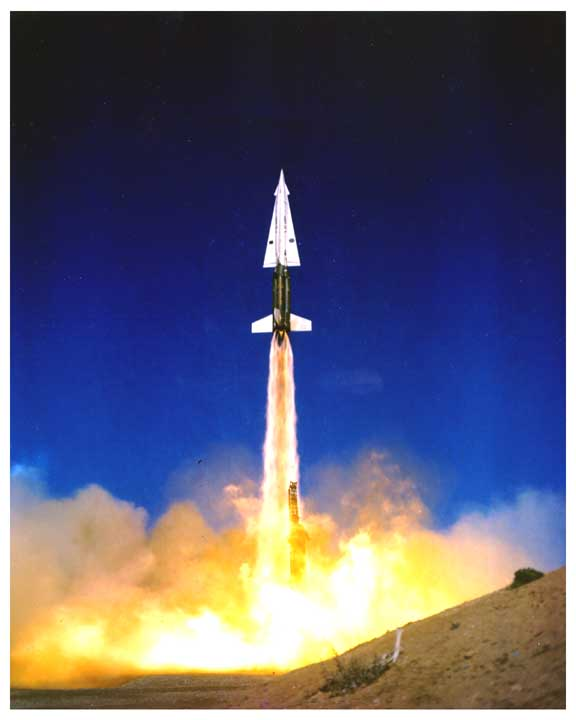
Übungs- oder Teststart einer Nike-Hercules-Rakete, Datum und Ort unbekannt
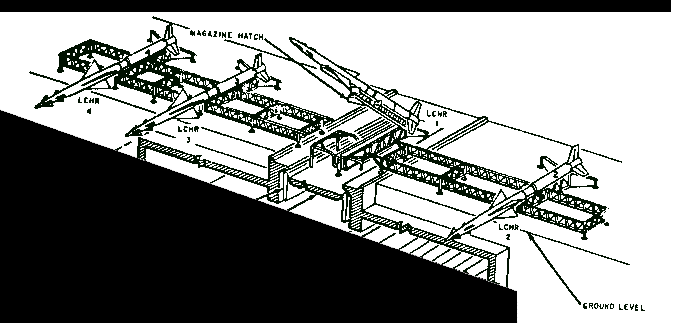
„Monorail“ System der Nike-Hercules-Raketen (Abschussschienen, hier 4 Nike-Ajax-Raketen)
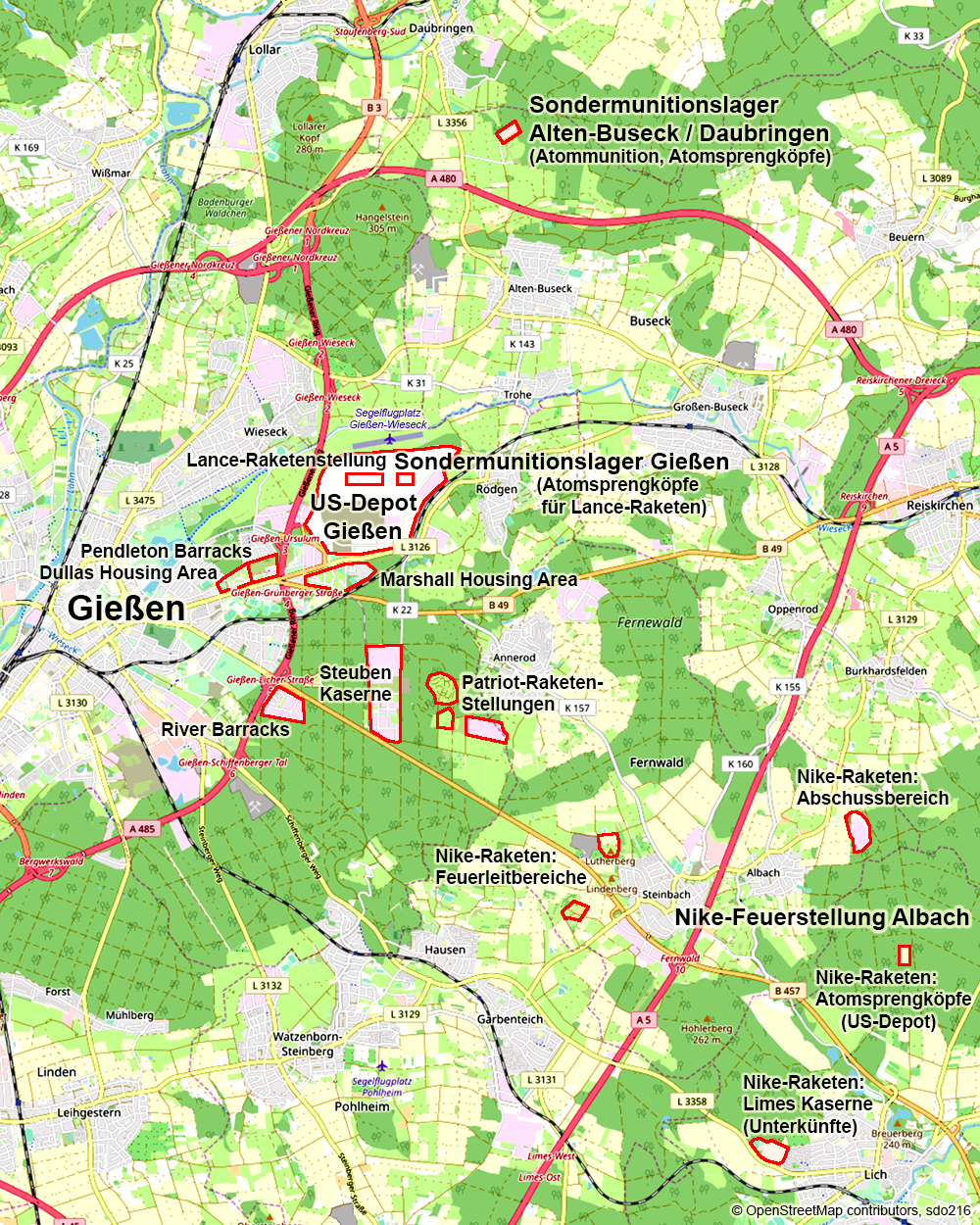
Alle ehemaligen Einrichtungen der US-Army und der Deutschen Bundeswehr im Raum östlich von Gießen

## Atomsprengköpfe
Die nuklearen Gefechtsköpfe für diese Feuerstellung vom Typ W31 wurden in einem doppelt umzäunten Bunkerdepot im Wald südöstlich von Albach in einem sogenannten Special Ammunition Storage (SAS) gelagert. Dieses Depot wurde im Innern rund um die Uhr von einer Mannschaft der US Army bewacht, die die Aufsicht über die Nuklearwaffen hatte, während die Außensicherung durch zivile Angestellte der Bundesluftwaffe übernommen wurde, die mit Schäferhunden in der Umgebung unterwegs waren. Zwischen dem inneren und äußeren Zaun waren Kameras installiert. Ein gut befestigter Weg führte von dort 2,5 km durch den Wald zur Raketenstellung, zu dem die Atomsprengköpfe im Ernstfall hätten transportiert werden müssen.
Die meisten Atomwaffendepots der Nike-Stellungen in Deutschland befanden sich auf dem Gelände der Abschussstellung. Lag diese aber relativ nahe an einem Ort – wie im Fall Albach, wo die ersten Häuser weniger als einen Kilometer entfernt lagen – wurde das Depot ein wenig weiter weg installiert, damit im Falle eines Unfalls mit den Nuklearwaffen der Ort weniger davon abbekam. Zur Wartung wurden die Atomsprengköpfe mit CH-47 Chinook Transporthubschraubern zur Ramstein Air Base geflogen, wo sich das zentrale Atomwaffenlager der US Army befand. Die Hubschrauber landeten direkt an den Atomwaffenbunkern, wo man innerhalb des besonders gesicherten Bereichs einen großen freien Platz angelegt hatte. Das Depotgelände im Wald wurde nach dem Kalten Krieg renaturiert, man kann aber immer noch das Wegenetz im Satellitenbild erkennen: ⊙. Irgendwann werden diese Spuren der Geschichte aber verschwunden sein.
Es gab zwei Versionen von Atomsprengköpfen W31 für die Nike. Die kleinere mit der Bezeichnung B-XS hatte eine Sprengkraft von 2 Kilotonnen zur Bekämpfung einzelner Bomber in großer Höhe. Die größere B-XL besaß ursprünglich 40 KT Sprengkraft. Letztere wurden in den 1970er Jahren gegen Sprengköpfe zu 20 KT ausgetauscht (die Hiroshima-Bombe hatte eine Sprengkraft von 12,5 KT). Maximal waren je Stellung zehn Nuklearsprengköpfe vorhanden, acht der Stärke XS mit 2 Kilotonnen und zwei XL mit 40/20 Kilotonnen Sprengkraft. Gegen mehrere anfliegende Bomber hätte man die XL-Version eingesetzt. Konventionelle Sprengköpfe waren zwar auf den Raketen vormontiert, was zu einer Einsatzbereitschaft von unter 15 Minuten führte, diese wären aber im Ernstfall gegen nukleare Sprengköpfe ausgetauscht worden und nur als Reserve zum Einsatz gekommen.
Der Grund dafür, dass man strategische Bomber mit Nuklearwaffen bekämpfte, war folgender: Sobald im Ernstfall ein sowjetischer Bomber die innerdeutsche Grenze passiert hätte, wären seine Atombomben scharfgemacht worden. Hätte man nun diesen Bomber mit konventionellen Flugabwehrraketen über dem Gebiet der Bundesrepublik zum Absturz gebracht, wären seine Bomben mit Megatonnensprengkraft beim Erreichen einer bestimmten Fallhöhe dennoch detoniert. Um dies zu verhindern, musste man den Bomber samt seiner nuklearen Ladung zerstören und das war nur mit Atomsprengköpfen auf den Flugabwehrraketen sicher möglich, die ihr Ziel auch noch in 1 km Entfernung der völligen Zerstörung preisgaben.
Von der Nordsee bis zu den Alpen zog sich durch Westdeutschland von den 1960ern bis Ende der 1980er Jahre ein dichter Gürtel von 70 Nike-Flugabwehrstellungen der NATO, die alle mit Atomsprengköpfen versehen waren. 24 Stellungen davon wurden von der Bundeswehr bedient, 26 von der US Army, 12 von niederländischen Soldaten und 8 von belgischen. Die Aufsicht über die jeweiligen nuklearen Sprengköpfe hatte immer die US Army.

## Einsatzbereitschaft

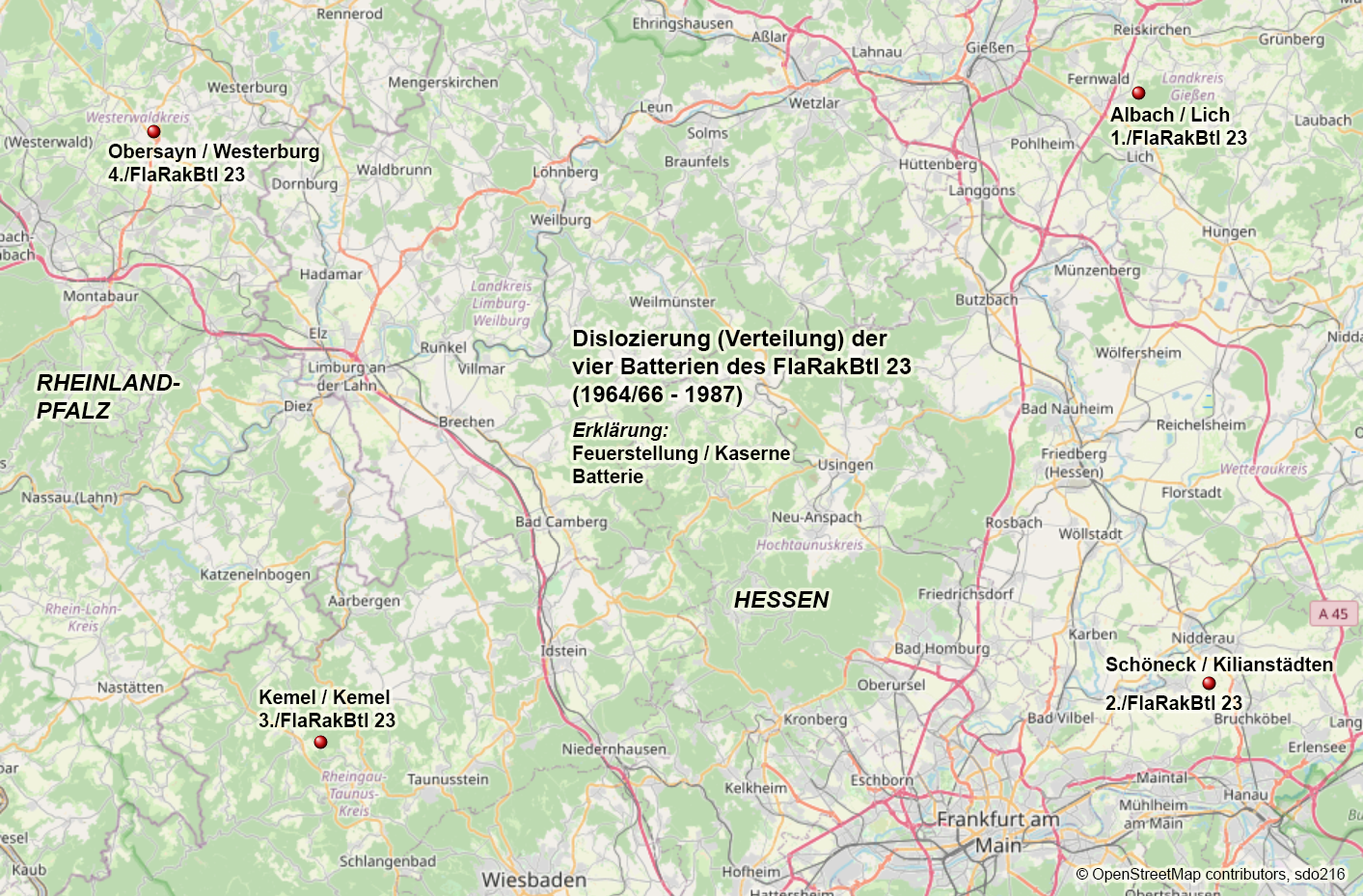
Frühere Dislozierung (Verteilung) des FlaRakBtl 23

Die vier Raketen-Batterien des FlaRakBtl 23 befanden sich ab 1966 an vier verschiedenen Standorten (Dislozierung), die bis zu 80 km auseinander lagen: Albach, Schöneck ⊙, Kemel ⊙ und Obersayn ⊙. Jeder dieser Standorte war einer anderen Bereitschaftsstufe zugeteilt, die sich in festgelegten Intervallen abwechselten. Die maximalen Reaktionszeiten der einzelnen Stufen waren 1.) 30 Minuten, 2.) 3 Stunden, 3.) 12 Stunden und 4.) mehr als 12 Stunden. Innerhalb einer Batterie hatten mindestens zwei der drei Abschussplätze denselben Bereitschaftsgrad. Konnte eine der Batterien aus technischen Gründen ihren Bereitschaftsgrad nicht einhalten, dann rückte diese ans Ende der Einsatzkette und die anderen Batterien eine Einsatzstufe nach oben. Abhängig vom Bereitschaftsgrad war die Stellung im Schichtbetrieb ständig besetzt und einsatzbereit. Dazu gab es in der Batterie drei Kampfbesatzungen für den Feuerleit- und Abschussbereich, die sich in einem System von 48-Stunden-Schichten während der Woche und 72-Stunden-Schichten am Wochenende abwechselten.
Um die Einsatzbereitschaft und auch die Sicherheit des gesamten Waffensystems zu gewährleisten, wurde es zweimal im Jahr einer intensiven Prüfung unterzogen. Dies geschah einmal durch ein internes Audit des Special Ammunition Support Command (SASCOM) der USAF, welches sich TPI (Technical Proficiency Inspection) nannte, und einmal bei einer konsolidierten Übung, der sogenannten Tactical Evaluation (TACEVAL). Daneben gab es regelmäßige Inspektionen der übergeordneten NATO-Kommandostrukturen (Bundesluftwaffe, USAAD). Eine TPI beinhaltete auch die simulierte Sprengung (Demolition) eines ungezündeten Nukleargefechtskopfes.

## Terminologie
Sowohl bei der Bundeswehr als auch bei der US Army gab es offizielle Bezeichnungen und Abkürzungen für die militärischen Einheiten, Bereiche, Gebäude etc. Anstelle der „1. Batterie des Flugabwehrraketenbataillons 23“ sprach man z. B. von der „1./FlaRakBtl 23“. Sie unterstand dem „FlaRakRgt 1“ (Flugabwehrraketenregiment 1). Bei den Amerikanern gab es die sogenannte „SAC-Terminologie“, die auch von der Bundeswehr übernommen wurde.
Der Feuerleitbereich nannte sich IFC (Integrated Fire Control) und die fünf Radaranlagen HIPAR, LOPAR, Target Tracking, Target Ranging und Missile Tracking. Das dortige Interconnection Building diente dazu, dass ein Bediensteter der US Army die Kontrolle über die erweiterten und geheimen Fähigkeiten der Nike übernehmen konnte. Eine davon war vermutlich, Bodenziele angreifen zu können, eine andere die Möglichkeit auch ballistische Raketen abfangen zu können. Die Launch Area (LA) war der Abschussbereich der Raketen. Auf ihr gab es das Warhead Building (WB), das Assembly Building und die Ready Hut. Im Warhead Building befand sich auch der Tresor mit den Codes für das US-PAL-Team (Permissive Action Links), welches im Falle einer Bestückung der Raketen mit Nuklearwaffen, diese scharf gemacht hätte. Eine Launch Section (Startabschnitt) – von denen es drei gab – bestand aus einem Schienenkörper (Ready Round Rail) mit drei Startrampen auf Hercules Monorail Launchern.
Die Hauptquellen für den gesamten Artikel:
Beim Lesen dieser vier Quellen wird deutlich, dass dort Autoren mit reichlich Hintergrundwissen die Texte verfasst haben müssen oder dass sie zumindest an den Artikeln mitgeschrieben haben. Dabei kann es sich eigentlich nur um ehemalige Bedienstete dieser Raketenstellungen handeln.

## Verbleib
Am 31. März 1987 wurde die Nike-Stellung Albach deaktiviert und noch bis 1992 mit moderneren Hawk-Flugabwehrraketen weiterbetrieben. Die ehemalige Radarstellung auf dem „Lutherberg“ ⊙, nordwestlich von Steinbach, die von der nahen Bundesstraße 457 aus gut zu sehen war, wurde nach dem endgültigen Abzug und Abriss renaturiert. Das Gelände des Feuerleitbereichs auf dem „Hohen Rod“ ⊙, westlich von Steinbach, wird heute u. a. vom Lahnfunk-Hilfsdienst genutzt. Der einstige Raketenabschussbereich im „Buchwald“ ⊙, nordöstlich von Albach, diente zunächst als Erddeponie der Gemeinde Fernwald und heute als Solarpark. In den Unterkünften der ehemaligen Limes-Kaserne ⊙, am westlichen Stadtrand von Lich, befindet sich heute (2022) eine Abteilung der Bereitschaftspolizei Hessen.

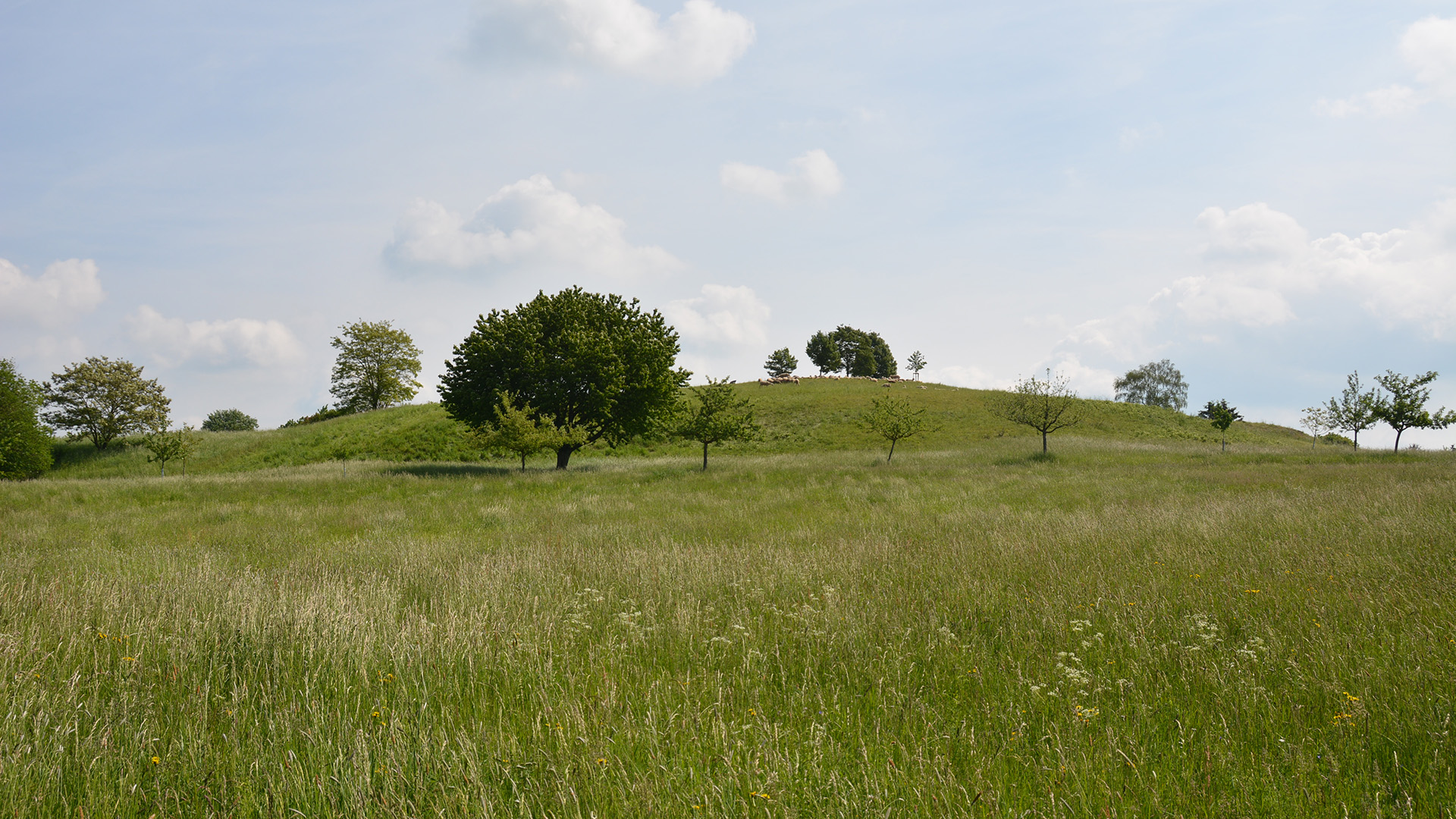
Der Lutherberg westlich von Steinbach. Wo heute Schafen grasen, standen einst die Radaranlagen.
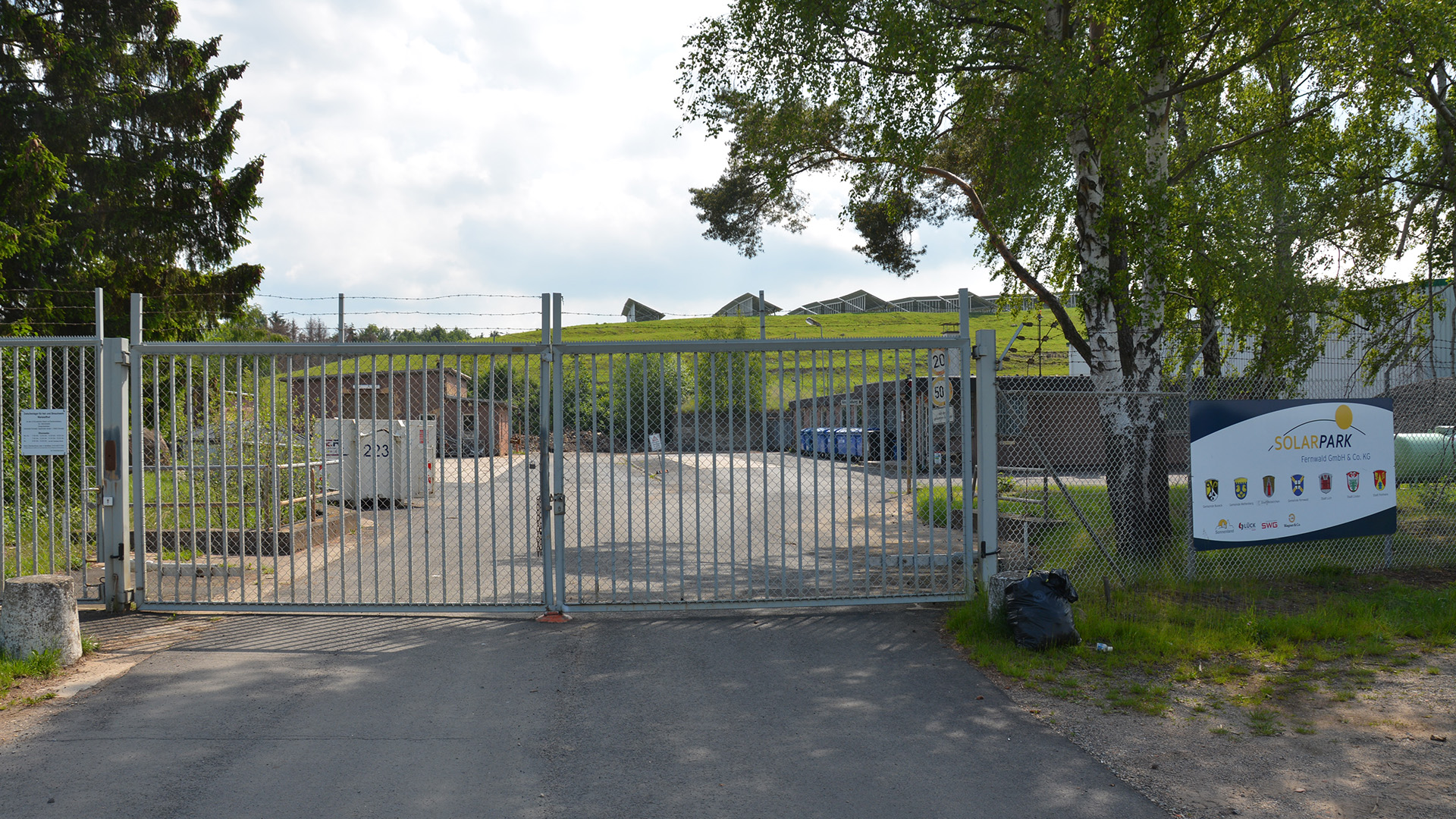
Der Abschussbereich der Nike-Raketen nordöstlich von Fernwald-Albach, heute ein Solarpark.
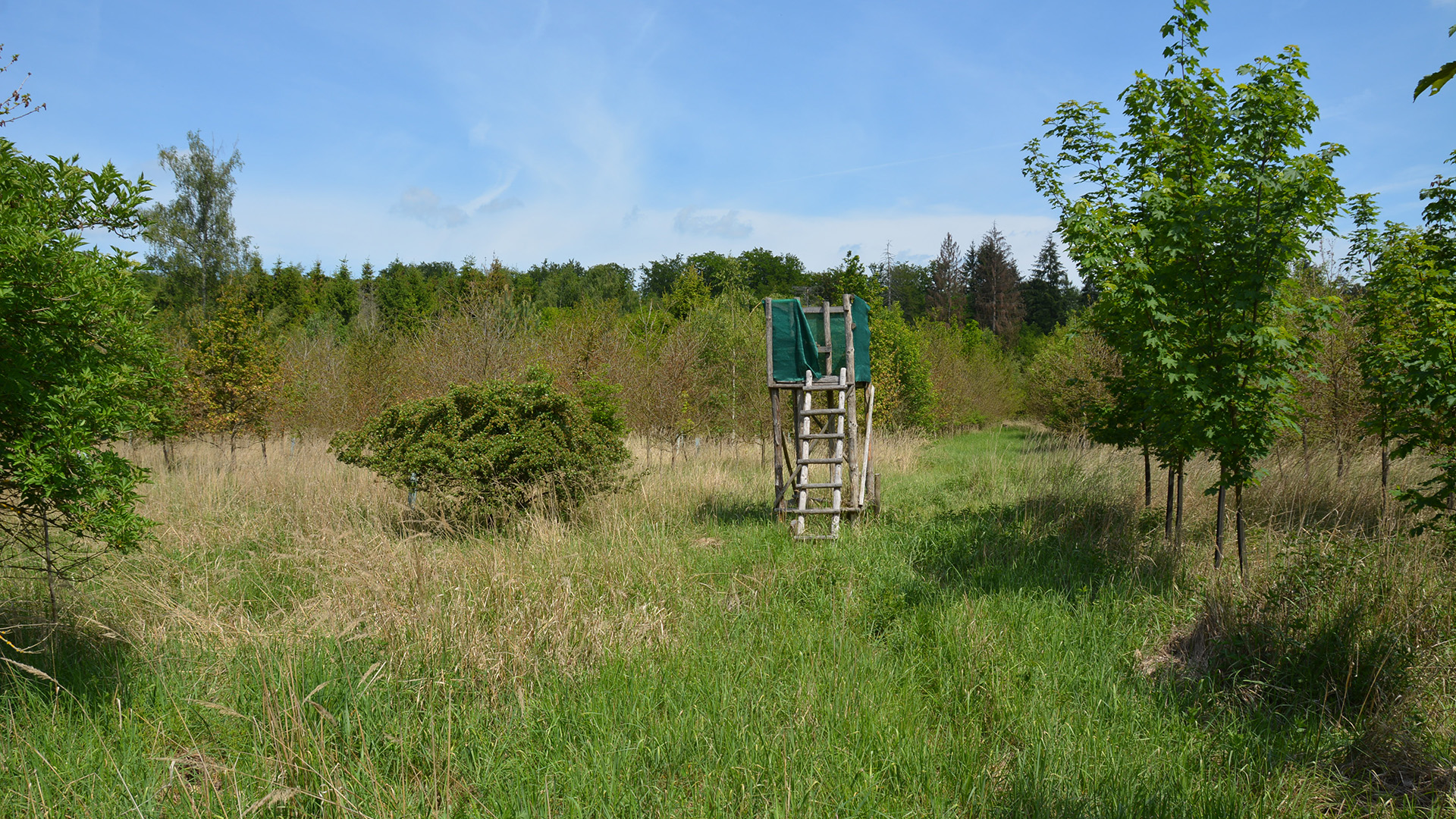
Stelle im Wald zwischen Albach und Lich, wo sich das US-Depot mit den nuklearen Sprengköpfen befand.
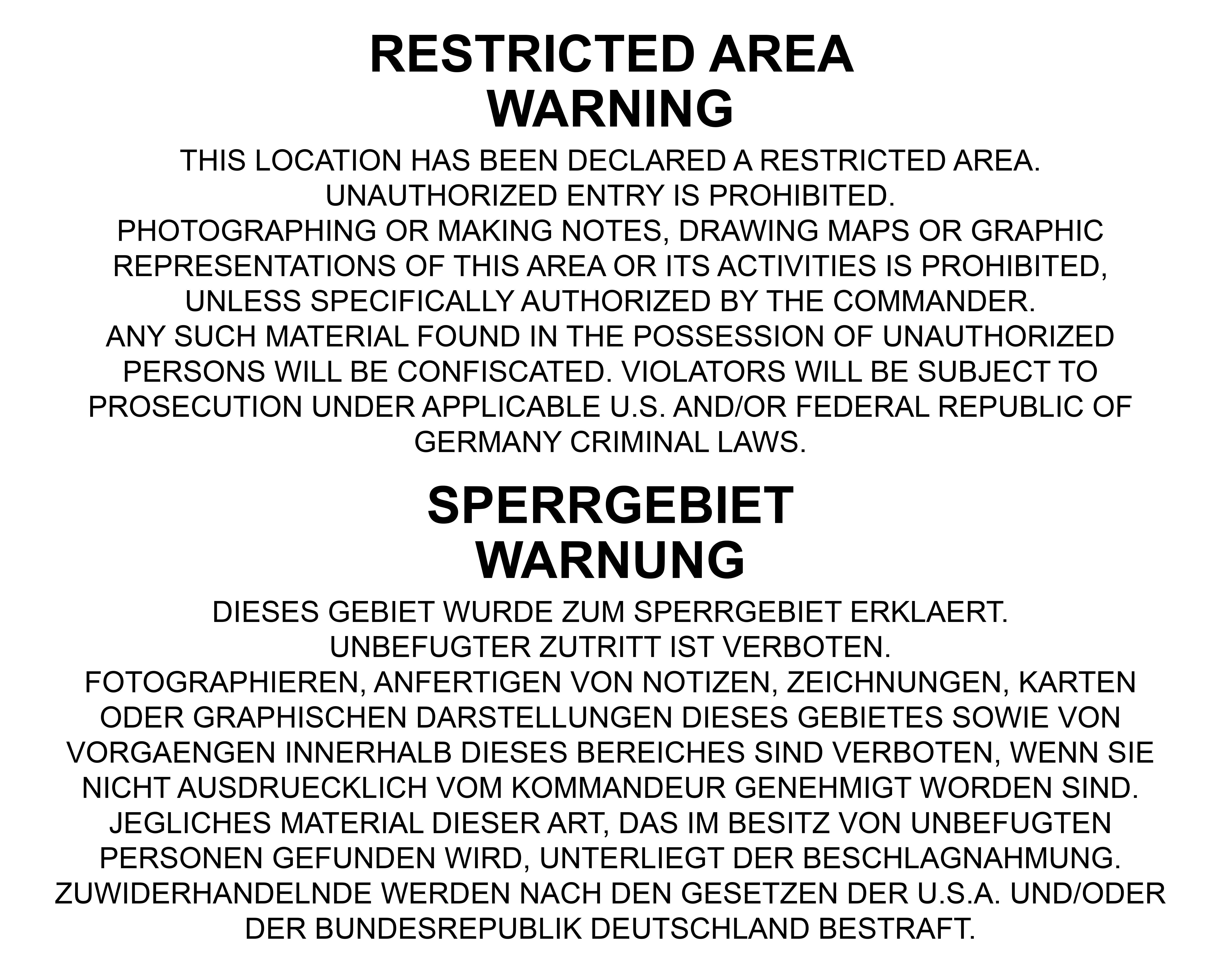
Warnschilder in der Umgebung eines US-Depots mit taktischen Nuklearwaffen
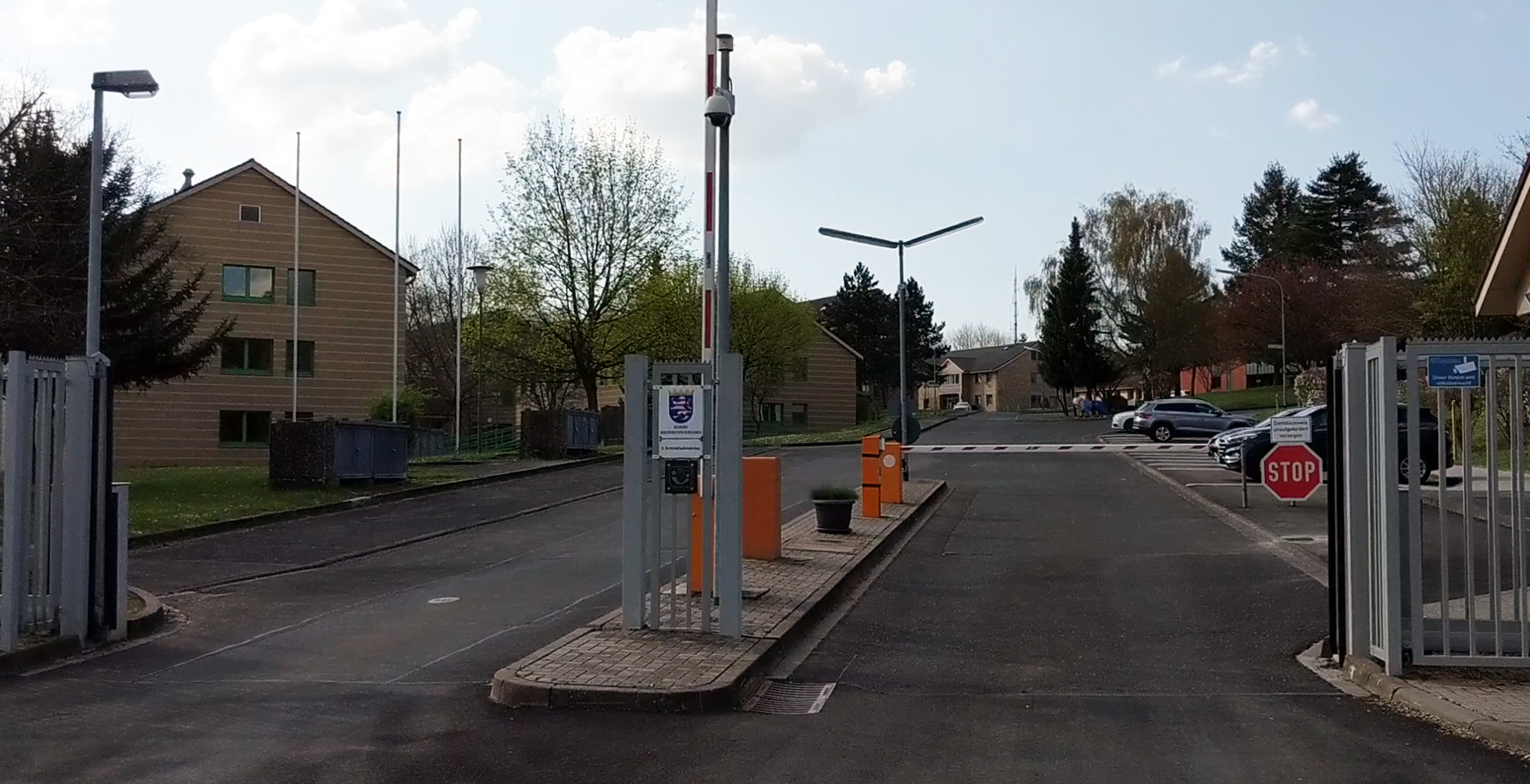
Eingang zur ehemaligen Limeskaserne bei Lich, heute ein Standort der Bereitschaftspolizei